# 12115 Robertgrimm
12115 Robertgrimm è un asteroide della fascia principale. Scoperto nel 1998, presenta un'orbita caratterizzata da un semiasse maggiore pari a 3,2211010 UA e da un'eccentricità di 0,0941096, inclinata di 17,88050° rispetto all'eclittica.